# Pere Aguilar
Pere Aguilar (Vic ?, segle XIV) fou un mestre d'obres català.
Treballà en la construcció de l'església de la Mercè de Vic. Hi construí arcs de diafragma i hi deixà esculpits els escuts d'Aguilar i de Molina.